# 원스 (텔레비전 채널)
원스(ONCE)는 KT ENA가 운영하는 대한민국의 텔레비전 채널이다.

## 주요 프로그램

### 드라마
- 대조영
- 동이
- 태종 이방원
- 동백꽃 필 무렵
- 특별근로감독관 조장풍
- 사의 찬미
- 천국의 계단
- 풀하우스
- 야인시대
- 하늘이시여
- 아줌마
- 주몽
- 광개토태왕
- 선덕여왕

### 영화
- 포레스트 검프
- 해운대
- 트루먼 쇼
- 실미도
- 클래식
- 글래디에이터

### 기타 프로그램
- TV 동물농장
  - 펫투게더
  - 개과천선
- 세상에 나쁜 개는 없다
- 기막힌 이야기 실제상황

## 연혁
- 2020년 3월 16일 - 개국.
- 2020년 6월 18일 - U+ TV에서 원스의 채널 번호가 137번에서 133번으로 변경.
- 2020년 8월 27일 - 지니 TV에서 원스의 채널 번호가 49번에서 88번으로 변경.
- 2022년 10월 25일 - B tv에서 원스의 채널 번호가 94번에서 57번으로 변경.